# Prämonetär

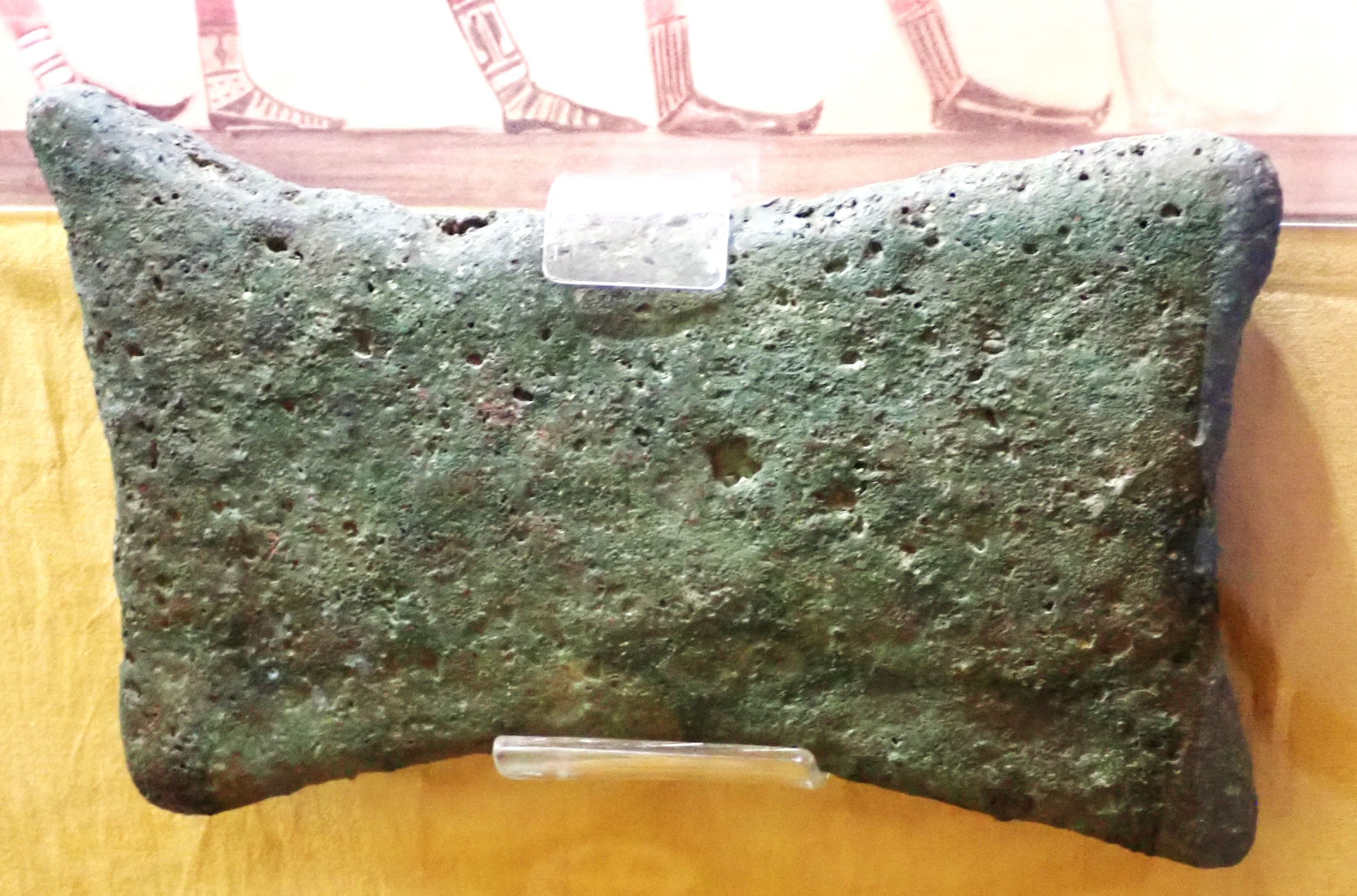
Bronzetalent aus Schiffswrack, 16. bis 14. Jahrhundert v. Chr., Numismatisches Museum Athen

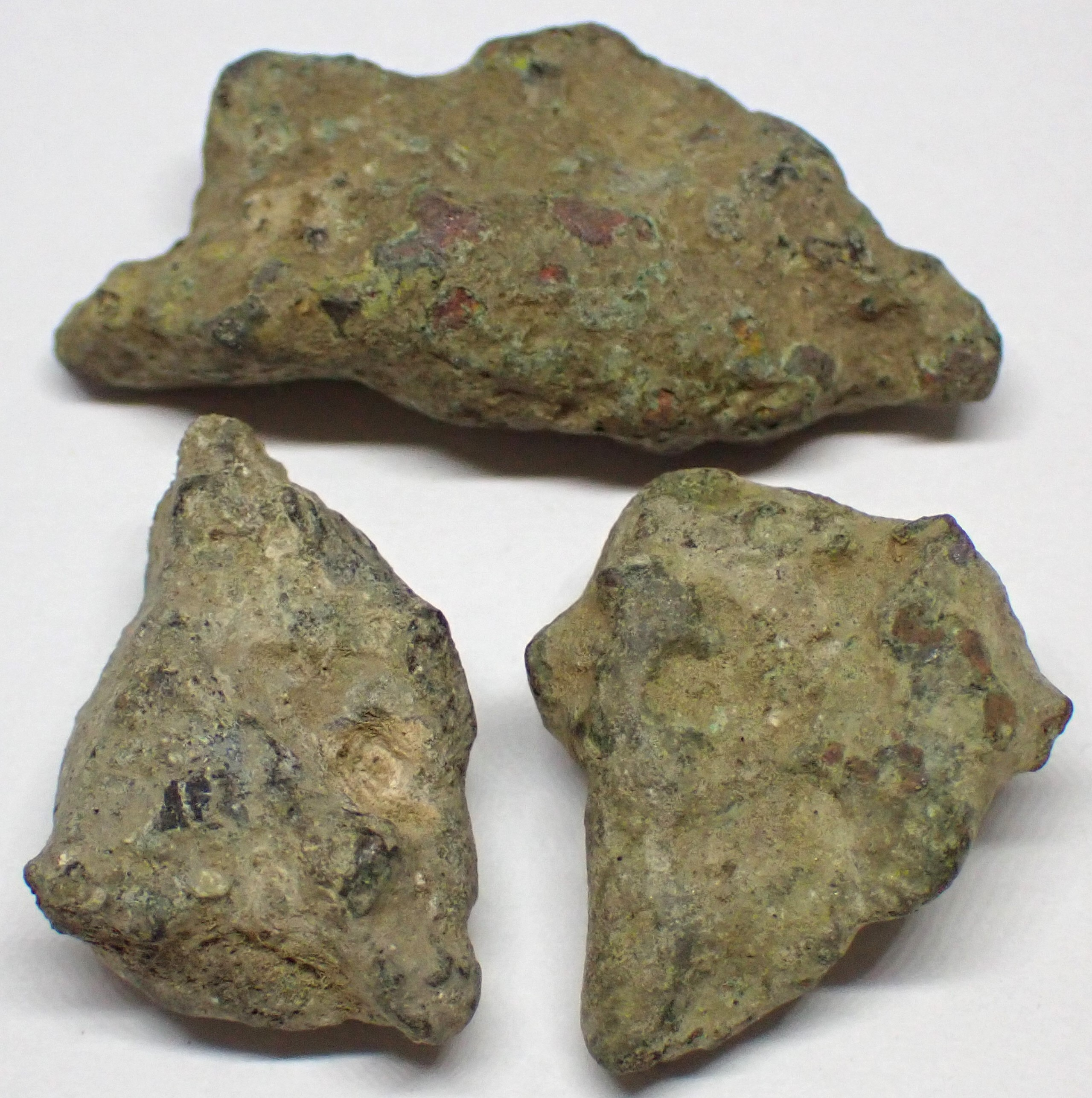
Drei Aes rude Stücke zwischen 6 und 10 Gramm, 8. bis 3. Jahrhundert v. Chr.

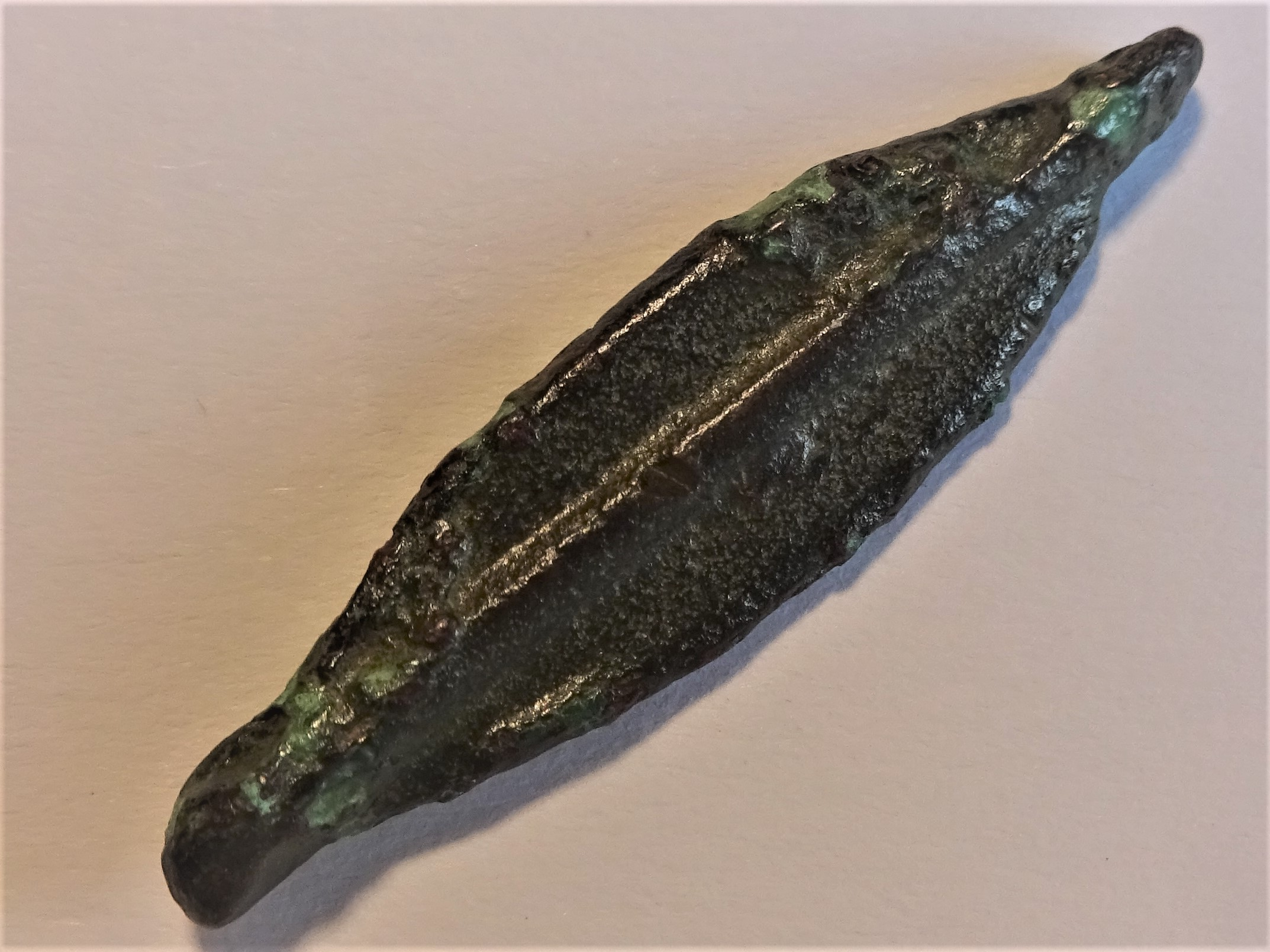
Pfeilähnliches prämonetäres antikes Zahlungsmittel aus Bronze, Schwarzmeerregion

Das Adjektiv prämonetär (Wortstamm abgeleitet vom lateinischen moneta für Münze; Präfix „prä“ für „vergangen“, „vor“ oder „zurückliegend“) bedeutet „vormünzlich“ und bezeichnet Formen sowohl reinen Tauschhandels als auch des Handels mit primitiven Zahlungsmitteln wie Naturalien (Naturalgeld), Werkzeugen (Gerätegeld), Waffen (Waffengeld), Schmuck (Schmuckgeld) oder Metallbarren (Barrengeld). Monetäre Funktionen haben diese frühen Zahlungsmittel bereits, sie gelten jedoch nicht als monetärer Zahlungsverkehr, da sie von keiner staatlichen oder quasi-staatlichen Institution ausgegeben wurden, die für ihre Echtheit als Wertäquivalent für eine Ware bürgt und zugleich ihren territorialen Gültigkeitsbereich definiert, noch besitzen sie trotz der zum Teil bereits vorhandenen Gewichtestaffelung einen festgelegten Nominalwert. Der Nominalwert wurde später durch eine Münzprägung auf das jeweilige Metall, u. a. Kupfer, Elektron, Gold und Silber, aufgebracht.

## Gerätegeld

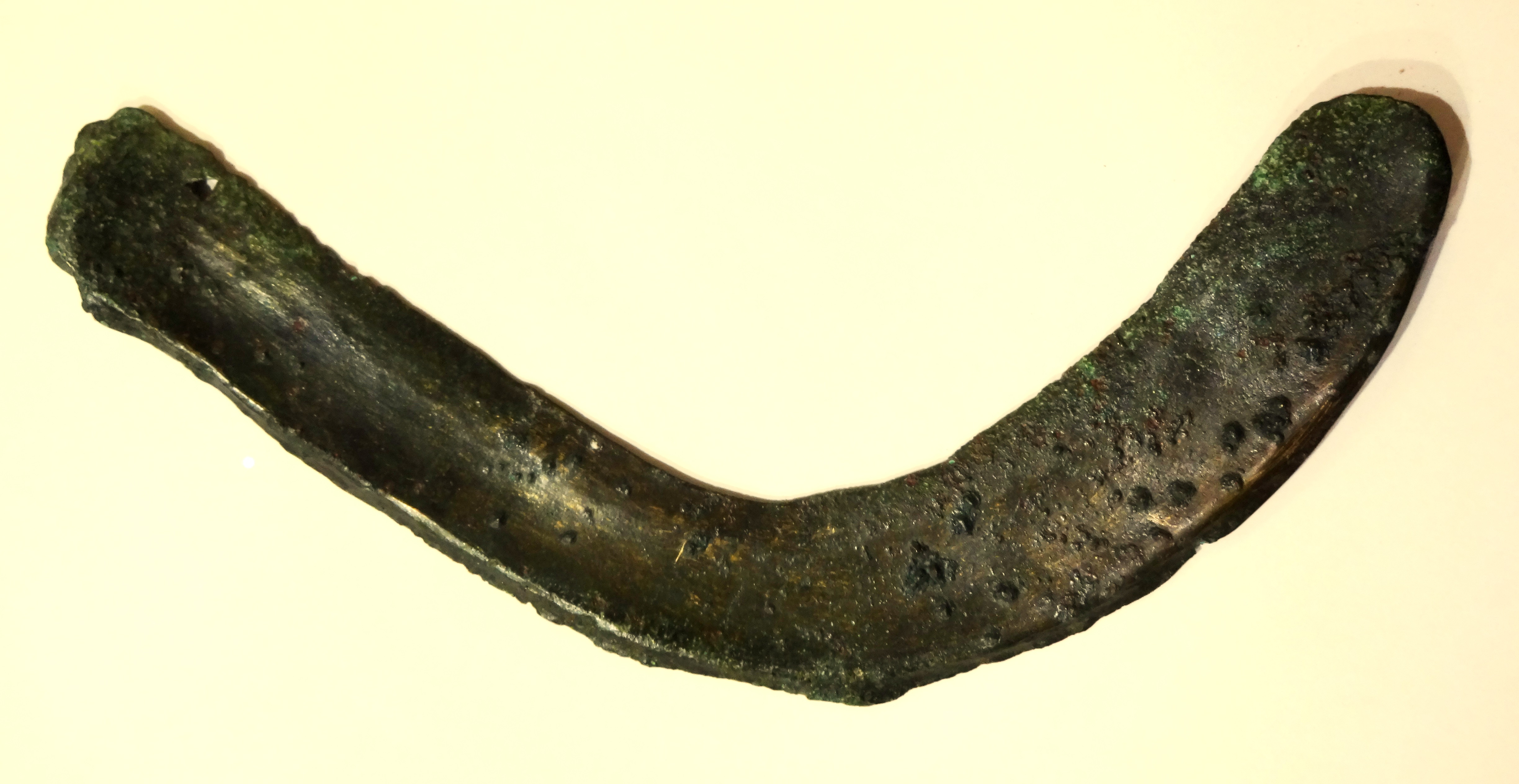
Bronzezeitliche Sichel aus Hortfund

Möglicherweise sind besonders hochwertige Steinklingen schon im Neolithikum als Zahlungsmittel genutzt worden. In der Bronzezeit werden Sicheln bereits geldähnliche Funktionen ausgeübt haben. Im engeren Sinn erscheint Gerätegeld erst in der Eisenzeit.
Prämonetäre Zahlungsmittel der Eisenzeit, die Waffen oder anderen Geräten nachempfunden sind (sogenanntes Gerätegeld), können daran erkannt werden, dass sie die Funktion des Vorbildes nicht ausfüllen können. Pfeilspitzenähnliche prämonetäre Zahlungsmittel sind deutlich zu stumpf um als Pfeilspitzen Verwendung finden zu können. Ohne scharfe Spitze und Schneiden waren die Verletzungsgefahr im Zahlungsverkehr und der Produktionsaufwand aber geringer. Es kam bei diesen Zahlungsmitteln in der Regel nur auf den Materialwert an, der dem des Vorbildes entsprach.

## Barren und Manillen

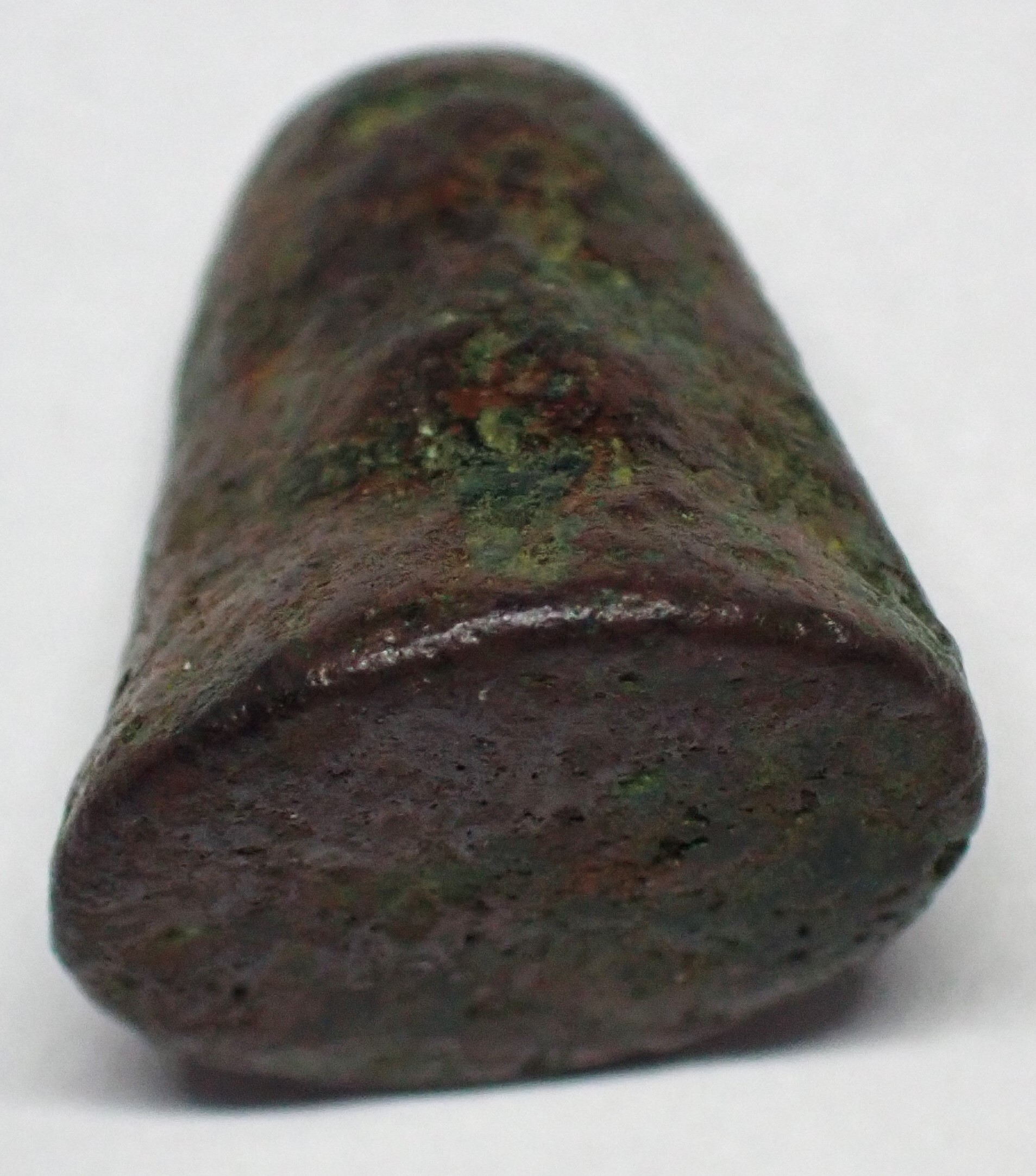
Bronzekegel aus Akragas, ca. 450–425 v. Chr.

In der griechischen Stadt Akragas wurden im 5. Jahrhundert v. Chr. kleine Bronzekegel als Kleingeld genutzt, die zwar mit ihrem Nominalwert in das Münzsystem eingebunden, aber im engeren Sinn auf Grund ihrer Form und manchmal fehlenden Schrift und Bildmotive keine Münzen waren.
In einem großen Zeitraum um das Jahr 1000 kam es etwa zeitgleich mit der Christianisierung zu ersten eigenständigen Münzprägungen auch in Skandinavien, Polen, Böhmen und Ungarn, während im Kiewer Rus Barren als prämonetäre Geldformen weiter im Gebrauch blieben. Noch bis in das 20. Jahrhundert hinein wurden in vielen Gebieten des mittleren Afrikas Manillen, Kupferarmringe mit teilweise beträchtlichem Gewicht, als Zahlungsmittel genutzt.

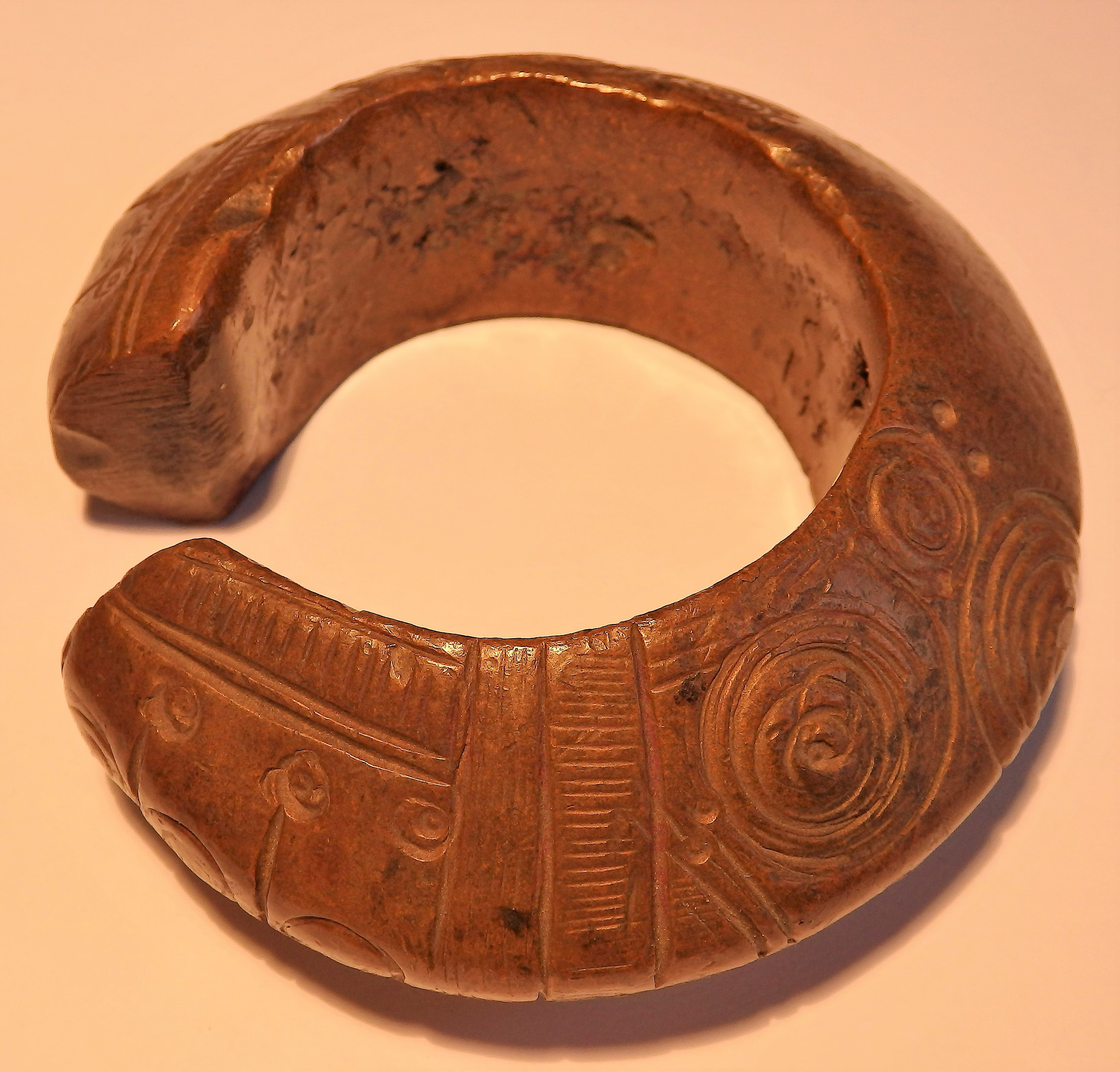
Manille aus dem Gebiet des heutigen Nigeria, 19. Jahrhundert, 710 Gramm Gewicht

## Muschelgeld
Noch heute (Stand November 2020) wird in manchen Regionen Papua-Neuguinea das sogenannte Tabu-Muschelgeld (aus dem Gehäuse der Meeresschnecke Nassarius arcularius, weshalb Schneckengeld die präzisere Bezeichnung wäre) als Zahlungsmittel verwendet, so zumindest im Siedlungsgebiet des Tolai-Volkes. Die Wertstabilität ist höher als die der offiziellen Landeswährung Kina was mit der Seltenheit der Meeresschnecken und dem erheblichen Aufwand der Herstellung des Muschelgeldes erklärt wird. Versuche von christlichen Missionaren, der deutschen Kolonialmacht oder der späteren australischen Mandatsmacht, das Muschelgeld zurückzudrängen oder zu verbieten, scheiterten. Mit der Unabhängigkeit Papua-Neuguineas im Jahr 1973 wurde das Muschelgel offiziell anerkannt. Eine Schnur aus Pflanzenfasern mit 300 bis 400 glatt geschliffenen Muschelscheibchen mit bis zu 1,80 m Länge hat einen Gegenwert von ca. 1,33 Euro oder 5 Kina. Mitte der 1990er Jahre galt ein Ring noch 2 Kina, im Jahr 2013 schon bei 4 Kina.

## Buschmanngeld

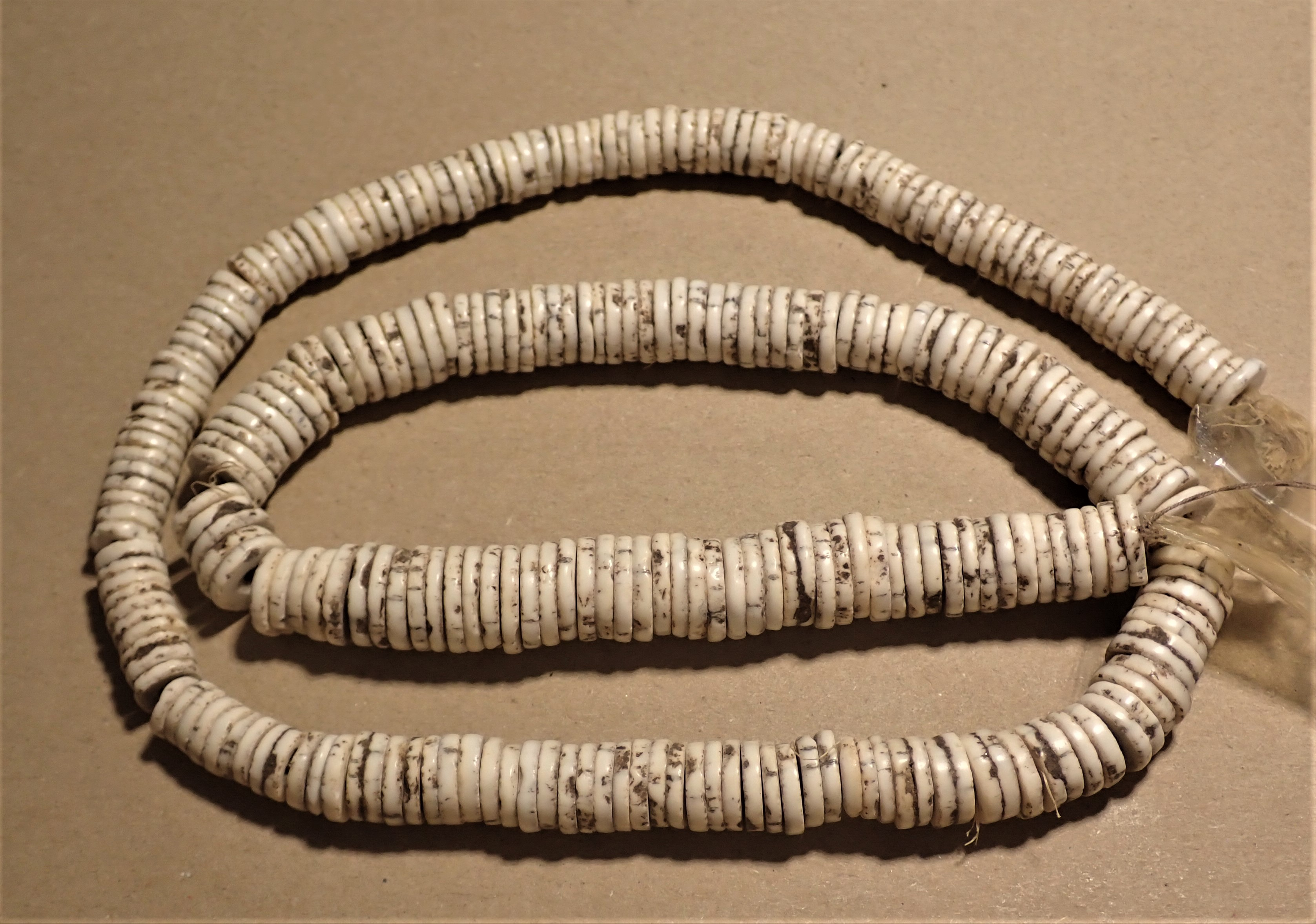
„Buschmanngeld“ der San aus Straußeneierschalen, 1915 in Deutsch-Südwestafrika erworben

Ähnlich wie das Muschelgeld wird das der San aus tierischen Schalen hergestellt. Statt Muschelschalen nutzen die in den trockenen inneren Gebieten Namibias lebenden San die Schalen von Straußeneiern, deren Schalenstücke abgerundet und durchbohrt werden, um sie aufzufädeln. Klusmeier hält die sehr aufwändig hergestellten, aufgefädelten Straußeneierschalen nicht zwingend für Geld, aber für ein zumindest in diesem Kulturkreis allgemein akzeptiertes Tauschmittel.